# Guillaume Hergosse
Guillaume Hergosse (né Willem Herregoudts à Malines vers 1640 et mort à Amiens le 23 janvier 1711) est un peintre flamand des XVIIe et XVIIIe siècles.

## Biographie
Fils du peintre malinois David Herregoudts, et frère des peintres Henri et Jean-Baptiste Herregouts (en), il s'établit en tant que peintre à Amiens en 1664, et y épousa Louise Dupontroue. Il francisa dès lors son nom en Guillaume Hergosse ou Herregosse.

## Œuvres principales
- On lui doit notamment une belle Crucifixion, actuellement au centre du retable de la chapelle dédiée à Saint Sébastien, dans la cathédrale Notre-Dame d'Amiens.